# Philip Glass
Philip Glass (* 31. ledna 1937 Baltimore, Maryland) je americký hudební skladatel. Spolu se Stevem Reichem, Terrym Rileyem, Johnem Adamsem a Michaelem Nymanem patří k minimalistickým skladatelům. On sám ovšem dává před výrazem minimalismus přednost termínu hudba s repetitivními strukturami.
Je posledním z „klasických“ představitelů americké minimalistické školy. Od sedmdesátých let ve svých skladbách používá prvky jako ostinátní opakování současně znějících motivů odlišných délek, vytvářející polyrytmickou strukturu nebo aditivní princip – postupné prodlužování nebo zkracování frází, měnící rytmický a melodický obsah.
Ke skladbám z raného období patří Music in Fifths, Music in Similar Motion, Music With Changing Parts, Music In Twelve Parts, Northstar, opera Einstein na pláži atd. Jeho pozdější tvorba zahrnuje hudbu komorní, orchestrální, vokální, operní, scénickou i filmovou.
V roce 2011 byl oceněn newyorským kulturním zařízením The Kitchen.

## Dílo

### Opery
- 1984: Achnaton
- 1985: Stvoření zástupce pro osmou planetu
- 1988: Na střeše tisíc letadel
- 1989: Pád domu Usherů
- 1990: Hydrogen Jukebox
- 1991: Bílý havran
- 1992: Cesta
- 1993: Orfeus
- 1994: Kráska a zvíře
- 1996: Les Enfants Terribles
- 2000: V kárném táboře
- 2002: Galileo Galilei
- 2005: Čekání na barbara
- 2007: Appomattox

#### Portrétní trilogie
- 1975: Einstein na pláži
- 1980: Satyagraha
- 1983: Akhnaten

### Filmová hudba

#### qatsi trilogie
- 1983: Koyaanisqatsi
- 1988: Powaqqatsi
- 2002: Naqoyqatsi

#### Další
- 1992: Anima Mundi
- 1992: Candyman
- 1995: Candyman 2: Sbohem masu
- 1996: The Secret Agent (Bomba pro Greenwich)
- 1997: Kundun
- 1998: Truman Show
- 2002: Hodiny
- 2004: Undertow
- 2004: Tajemné okno (Secret Window)
- 2005: Iluzionista
- 2006: Notes on a Scandal
- 2007: Les animaux amoureux
- 2010: Když drak pohltil slunce
- 2012: Poutník (O Apóstolo)
- 2014: A composer's notes: Philip Glass and the making of an Opera

### Balet
- 12 Pieces for Ballet
- Dance Nos. 1-5
- Days and Nights in Rocinha
- A Descent into the Maelström
- Les Enfants Terribles
- In the Upper Room
- Phaedra
- Taoist Sacred Dance
- Witches of Venice

### Ostatní
- Aguas da Amazonia
- Les animaux amoreux
- Anima mundi
- Amoveo
- Violin Concerto No. 2 - "The American Four Seasons"
- Concerto Fantasy for two Timpanists and Orchestra
- Cadenzas for Mozart's Piano Concerto No. 21